# (34772) 2001 QU257
2001 QU257 (asteroide 34772) é um asteroide da cintura principal. Possui uma excentricidade de 0.14747760 e uma inclinação de 6.68870º.
Este asteroide foi descoberto no dia 25 de agosto de 2001 por LINEAR em Socorro.